# Albert Ducroz
Albert Ducroz, né le 21 mai 1820 à Sallanches (Duché de Savoie) et mort le 21 juin 1891 à Bonneville (Haute-Savoie), est un homme politique français.

## Biographie
Avoué à Bonneville, il exerce d'abord les fonctions de suppléant du juge de paix.
Maire de Bonneville entre 1871 et 1877, il est élu conseiller général du canton de Cluses en 1880 et réélu jusqu'à sa mort. 
Député de la Haute-Savoie de 1876 à 1891, il siège au groupe de l'Union républicaine. Il est l'un des 363 qui refusent la confiance au gouvernement de Broglie, le 16 mai 1877. Lors de son second mandat, il vote contre le cabinet de Rochebouët, mais favorablement pour les ministères républicains lui succédant. 